# Leandro Teixeira
Pour les articles homonymes, voir Teixeira et Leandro.
Leandro Teixeira Dantas est un footballeur brésilien né le 17 août 1987 à Itaguaí. Il évolue au poste de milieu défensif.

## Biographie
Leandro Teixeira joue au Brésil et au Japon.
Il participe au championnat du Brésil de deuxième division avec les clubs du Duque de Caxias et d'Oeste.